# Richard Gregg
Richard George Stanhope Gregg (Portsmouth, 9 de desembre del 1883 – Dublín, 20 de maig del 1945) va ser un jugador d'hoquei sobre herba irlandès, nascut a Portsmouth, que va competir a principis del segle xx.
El 1908 va prendre part en els Jocs Olímpics de Londres, on va guanyar la medalla de plata en la competició d'hoquei sobre herbal, com a membre de l'equip irlandès.